# Necronomicon
Necronomicon je izmišljena knjiga magije koja se spominje u horror romanima književnika Howarda P. Lovecrafta. Knjiga je uskoro ušla u mit, jer je u javnosti stvorena pretpostavka kako ta knjiga zbilja postoji. Takvom razvoju događaja pridonio je i sam autor koji je u svojim romanima često miješao stvarne i izmišljene knjige magije.

## Povijest
Spominje se prvi put 1924. godine u Lovercraftovoj kratkoj priči 
The Hound. Opisana je kao magijski priručnik, odnosno grimorij. Kao njen tvorac navodi se izmišljeni lik Ludi Arapin Abdul Alhazred koji je navodno živio u 8. stoljeću.
Pisci August Derleth i Clark Ashton Smith citirali su Necronomicon u svojim djelima što je Lovecraft odobravao, smatrajući da će to doprinijeti zastrašujućem dojmu da knjiga doista i postoji. Ova nepostojeća knjiga tako je prerasla u mit.
S vremenom nastala je neka vrst legende koja je tvrdila kako je knjiga toliko moćna da je čitatelj može osjetiti njezino štetno djelovanje samo čitajući je i da nema obrane od njene magije. Nakon Lovecraftove smrti izdavači su tiskali mnoga izdanja naslovljena Necronomicon.